# Розово масло
Розовото масло (на английски: rose oil, rose otto или rose attar) е продукт от маслодайни рози, получен чрез двойна дестилация на различни видове рози – Rosa damascena, sempervirens, moschata, centifolia и други, които се отглеждат в Европа, Азия и Африка. Заради своите качества и цена маслото е известно и като „течно злато“.
Маслодайните рози започват най-напред да се отглеждат в Персия и тя е първата страна, която произвежда розово масло. Счита се, че войниците на Александър Македонски при походите си я пренасят на Балканския полуостров.

## Методи за добиване на розово масло
Има два метода за добиване на розово масло:

### Парна дестилация
При метода на дестилация с водна пара на свеж розов цвят. Венчелистчетата се събират рано сутрин в сухо време и се подлагат на дестилация. Маслото може да се получи и чрез метода на екстракция, като материалът се екстрахира с етер, при което се получава т.нар. „розов конкрет“. Той представлява меко, восъкоподобно вещество, от което розовото масло се извлича с алкохол. Цветовете съдържат 0,02%-0,04% етерично масло и в редки случаи може да достигне до 0,09%. Обикновено от 2 – 3 тона цвят се получава 1 килограм розово масло.

### Екстракция
Материалът се екстрахира с етер, при което се получава т.нар. розов конкрет.

## Състав
В розовото масло се съдържат около 300 различни вещества. Съставът на розовото масло зависи от начина на получаването му. Главна съставка на маслото, получено чрез дестилация, е ацикличния алкохол гераниол (около 50%), а чрез екстракция – фенилетиловият алкохол (55%). В маслото се съдържа още нерол (5 – 10%), цитронелол (15 – 20%) и стеароптени (25 – 30%). Приятната миризма на рози се дължи на гераниола, цитронелола и фенилетиловият алкохол. Стеароптените са без миризма и на тях се дължи свойството на маслото да се втвърдява при 25 °C. При дестилация фенилетиловият алкохол се разтваря в дестилационна вода, при което се получава розовата вода – Aqua rosae.
Розовото масло е от продуктите, които влизат в графа „продукт без срок на годност“.

## Българско розово масло

### Основни характеристики
Българското розово масло общо се характеризира със следните качества:
- То се различава по количественото съдържание на съставките си. В състава на българското розово масло са установени около 283 компоненти. Те се разделят на две групи вещества:
  - носители на мириса – представляват течната част на маслото-елеоптен;
  - фиксатори на мириса – твърди при стайна температура и безмирисни, но фиксират мириса и му придават трайност-стеароптен. От многобройните компоненти на елеоптена с розов мирис са цитронелол, гераниол, нерол, фенилетилов алкохол, но типичния розов мирис се оформя и от присъствието на микрокомпоненти.
  - съдържа: етанол (до 3%), линалол (от 1 до 3%), фенилетилов алкохол (до 3%), цитронелол (от 24 до 35%), нерол (от 5 до 12%), гераниол (от 13 до 22%), геранилацетат (до 1,5%), евгенол (до 2,5%), метилевгенол (до 2%) и фарнезол (поне 1,4%); въглеводороди – С17 хептадекан (от 1 до 2,5%), С19 наситен въглеводород нонадекан CH3(CH2)17CH3 (от 8 до 15%), С19 ненаситен въглеводород с една или повече двойни въглеродни връзки нонадецен CH3(CH2)16CH=CH2 (от 2 до 5%), С21 хенейкозан (от 3 до 5,5%) и С23 трикозан (от 0,5 до 1,5%)
- Има ясножълт цвят със зеленикав оттенък;
- По консистенция наподобява бадемовото масло;
- Има силен аромат и остър балсамов вкус;
- Има отлично съчетание на течната и твърдата съставни части.

Качествени параметри (по БДС):
- Специфично тегло при 30 °С – 0,850
- Показател на пречупване (рефракция) при 25 °С – 1,460
- Поляризация със 100 мм тръба – от –1,2 до –4,8
- Точка на замръзване – 16,5 – 23,5 °С;
- Киселинно число – 0,92 – 3,75;
- Етерно число – 7,2 – 17,2;
- Сапунено число – 8 – 21;
- Ацетилно число – 197 – 233;
- Свободен алкохол като гераниол – 63 – 75 %;
- Свързани алкохоли като гераниол – 2 – 5 %;
- Общо алкохоли като гераниол – 66 – 78 %;
- Стеароптен – 15 – 23 %.

### Търговия и добиви
Българското розово масло печели златни медали на изложенията в Париж, Лондон, Филаделфия, Антверпен, Милано. България е била световен лидер в износа на розово масло до 1983 г. През 1930-те България е световен лидер с 4/5 от световното производство на розово масло.
В наши дни най-големият производител (средно 7 т. на година, 7,5 т. за 2013 г.) и износител (с дял от 65%) на розово масло в света е Турция.

В България към 2014 г. площите със засадена маслодайна роза са 35 000 декара. Близо 100 % от продукцията от розово масло е за износ, основно за САЩ, Франция, Южна Корея и Япония. В силни години добивът достига близо 2 т. розово масло и 600 т. розова вода. Реколтата за 2013 г. е 4000 т. розов цвят, от който е добито 1,2 т. розово масло. Годишното производство на българско розово масло в периода 1994 – 2008 г. се движи между 870 и 2000 kg (с изключение на 2002 г. – около 650 kg, дължащо се на неблагоприятни климатични условия).
| Година | Площи (дка) | Розово масло (тона) | Розов цвят (тона) |
| ------ | ----------- | ------------------- | ----------------- |
| 2018   | 42 790      |                     |                   |
| 2017   | 41 890      |                     |                   |
| 2016   | 35 800      |                     |                   |
| 2015   | 37 080      | 1,468               | 4850              |
| 2014   | 32 260      | 1,5                 |                   |
| 2013   | 32 250      | 1,2                 | 4000              |
| 2012   | 30 071      | 1,8                 |                   |
| 2011   | 31 155      |                     |                   |
| 2010   | 36 953      |                     |                   |
| 2009   | 29 443      |                     |                   |
| 2008   | 29 716      | 1,6                 | 4000              |
| 2007   | 27 902      | 1,2                 |                   |
| 2006   | 25 220      | 1,5                 |                   |
| 2005   | 19 587      |                     |                   |
| 2004   | 17 454      |                     |                   |
| 2003   | 16 645      |                     |                   |
| 2002   |             | 0,650               |                   |
| 1914   | 90 000      |                     |                   |
| 1908   |             |                     | 700               |
| 1878   | 10 000      | 1                   |                   |

### Употреба
Българското розово масло е ценено заради своя богат мирис и трайността. Трайността се дължи на много балансирания му състав от восъци, алкохоли и микрокомпоненти. Восъкът по цвета, заради който капките роса сутрин се стичат, а не мокрят, задържа мириса. Затова розите се берат рано сутрин, преди да започнат да ухаят и да губят масло.
Българското розово масло е едно от най-скъпите и търсени на международния пазар парфюмни етерични масла. Цената на 1 kg розово масло достига рекодна стойност от 7000 евро през 2015 г.
В терапията българското розово масло се използва под формата на препарати за лечение на хроничен холецистит, заболявания на жлъчните пътища и бронхиална астма. Розовият конкрет унищожава бактериите, заздравява кожата и се използва при рани, изгаряния и др.

### Розобер
Добиването на българското розовото масло е съпътствано от вековни културни традиции. Розоберът се извършва ръчно, а брането започва много рано сутрин и продължава най-късно до обяд. Цветът трябва да е свеж и не трябва да е изцяло разцъфнал. Това е необходимо, за да се запазят максимално ароматът и влажността му и те да бъдат извлечени по-късно по време на дестилацията.

### Патент върху името
Названието „Българско розово масло“ е защитено с патент през 2014 г. като български продукт в регистъра на защитените от Европейската комисия географски наименования. До този момент всеки можеше да злоупотребява в етикетирането, както се е случвало например с розово масло, произведено в Китай.
„Българска роза“ АД, град Карлово, е притежател още от 1994 г. на защитено наименование за произход „Българско розово масло“, което е вписано в Патентното ведомство на Република България с рег. № 052 – 01/1994..

## Конкума
Конкума се нарича традиционният съд, в който се транспортира българското розово масло. Представлява меден съд, калайдисан отвътре, затворен с коркова тапа и запоен с калаена сплав. Отвън е обшит с бял плат и националния флаг, придружен от сертификат за качество.